# Happiness ~Kōfuku Kangei!~
Singles de Berryz Kōbō
Piriri to Yukō!
(2004) Koi no Jubaku
(2004)
Happiness ~Kōfuku Kangei!~ (ハピネス～幸福歓迎！～, ou … Kofuku, … Koufuku) est le 4e single du groupe de J-pop Berryz Kōbō.

## Présentation
Le single, écrit, composé et produit par Tsunku, sort le 25 août 2004 au Japon sur le label Piccolo Town. Il atteint la 20e place du classement des ventes hebdomadaire de l'Oricon. Il sort aussi deux semaines après au format "single V" (vidéo DVD).
La chanson-titre du single figurera sur le deuxième album du groupe, Dai 2 Seichōki de 2005, ainsi que sur sa compilation Special Best Vol.2 de 2014. La chanson en "face B", Yūjō Junjō oh Seishun, sert de thème musical au téléfilm Promise Land ~Clovers no Daibōken~ (Promise Land ～クローバーズの大冒険～) dans lequel jouent les membres du groupe ; elle figurera quant à elle sur sa compilation Special Best Vol.1 de 2009.

## Formation
Membres créditées sur le disque :
- Saki Shimizu
- Momoko Tsugunaga
- Chinami Tokunaga
- Māsa Sudō
- Miyabi Natsuyaki
- Maiha Ishimura
- Yurina Kumai
- Risako Sugaya

## Liste des titres
Single CD
1. Happiness ~Kōfuku Kangei!~ (ハピネス～幸福歓迎！～?)
2. Yūjō Junjō oh Seishun (友情純情oh青春?)
3. Happiness ~Kōfuku Kangei!~ (Instrumental) (ハピネス～幸福歓迎！～...?)

Single V (DVD)
1. Happiness ~Kōfuku Kangei!~ (ハピネス～幸福歓迎！～?)
2. Happiness ~Kōfuku Kangei!~ (Close-Up Ver.) (ハピネス～幸福歓迎！～...?)
3. Making Eizô (メイキング映像?) (making of)